# Mayra Andrade
Mayra Andrade (nascuda en 1985 a l'Havana, Cuba) és una cantant de música capverdiana que viu a París, França.
Encara que Andrade va néixer a Cuba, va créixer al Senegal, Angola, i Alemanya. No obstant això, passava dos mesos de l'any a l'illa capverdiana de Santiago. La primera cançó que recorda haver cantat és "O Liãozinho", del músic brasiler Caetano Veloso, a qui ha citat com una de les seves influències musicals. Andrade ja actuava sent adolescent i va guanyar el concurs de cançó Jeux de la Francophonie, en 2001, amb només setze anys, començant, després d'això, lliçons de cant a París als disset. En aquesta època, va conèixer al compositor Orlando Pantera i va començar a col·laborar amb ell.
Mayra Andrade és una música completament autodidacta que compon la seva música amb la guitarra. Com el cantant i guitarrista Tcheka, Mayra Andrade busca la seva pròpia música, totalment submergida en la diversitat estilística de les illes de Cap Verd. Els dos artistes, formen part de l'anomenada, "generació pantera", denominada així després que un jove compositor morís l'any 2001, les seves cançons van tenir un efecte dolç però profund en la música capverdiana. Andrade va escollir quatre de les seves cançons que van ser adaptades en el seu primer treball en solitari "Navega".
Andrade va començar a actuar a diversos països lusòfons incloses les ciutats capverdianes de Mindelo i Praia a més de Lisboa. Els seus àlbums Navega i Stória, stória... van guanyar el Premi de la crítica discogràfica alemanya en 2007 i 2009, respectivament. També ha aconseguit el premi Newcomer dels premis de BBC Radio 3 per a la música del món en 2008.
A la tardor 2008, mentre continuava la gira del seu disc "Navega" Mayra comença a treballar en el seu nou disc "Stória, stória". Per a aquest projecte l'artista va definir les idees bàsiques a París amb el multi-instrumentista capverdià Kim Alves, el contrabaixista camerunès Etienne M'Bappé i el percussionista brasiler Zé Luis Nascimento. Durant el procés de creació, Andrade es va envoltar d'artistes molt diferents entre si que van aportar al projecte els seus estils propis, com el so de la Kora del guineà Djêli Moussa Diawara, la trompeta de Nicolás Genest, el ritme àgil de l'angolès Zézé N'Gambi i la poderosa percussió del brasiler Marcus Suzano. L'enregistrament de cordes va estar dirigida per Jacques Morelenbaum i Lincoln Olivetti es va encarregar de la secció de vents.
Para el seu segon àlbum en solitari "Stória, stória" l'artista es va posar en mans del productor brasiler Alê Siqueira, reconegut productor d'artistes com Marisa Munti, Caetano Veloso, Tom Zé i Arnaldo Antunes.

## Discografia

### Àlbums
- 2006 - Navega
- 2009 - Stória, stória...
- 2010 - Studio 105
- 2013 - Lovely Difficult

### Col·laboracions
- 2001 - "Cap vers l'enfants II" - Varios Artistas
- 2003 - "Amor Cuidado" - Varios Artistas
- 2004 - "Mar e Luz" - Mario Lucio
- 2005 - "Insolitement vôtre" - Charles Aznavour
- 2005 - "Homenagem a Luis Morais. Boas Festas" - Varios Artistas
- 2006 - "Do outro lado" - Carlos Martins
- 2006 - "Nos pobréza ké rikéza" - La MC Malcriado
- 2006 - "Viaja" - Teofilo Chantre
- 2008 - "Ex combantentes" - Paulo Flores
- 2009 - "Peixes Pássaros Pessoas" - Mariana Aydar
- 2009 - "Akokan" - Roberto Fonseca